# Janvier 1967
Cette page présente les faits marquants du mois de janvier 1967.

## Évènements
- 2 janvier, (Formule 1) : Grand Prix automobile d'Afrique du Sud.

- 4 - 8 janvier, France : congrès de « l'ouverture » du PCF.

- 6 janvier (Guerre du Viêt Nam) : début de l'opération militaire américaine Deckhouse Five sur le delta du Mékong.

- 10 janvier, France : « Oui mais…  » de Valéry Giscard d'Estaing.

- 13 janvier : coup d’État de Gnassingbé Eyadema au Togo.

- 14 janvier :
  - le Human Be-In se tient soudainement au Golden Gate Park à San Francisco.
  - incendie au no 244 de la rue de Rivoli, galerie d'art de Mathilde Amos, plusieurs tableaux de Raoul Dufy sont détruits.

- 18 janvier : Albert Henry DeSalvo, l'étrangleur de Boston, est condamné à la prison à vie pour avoir violé sa sœur puis l'avoir étranglée ensuite (mort en 1973).

- 21 janvier : émeutes raciale à la Prison d'État de San Quentin (Californie, 1967-1968).

- 27 janvier : 
  - Accord international sur l'Espace, entré en vigueur le 10 octobre de cette même année sous forme de traité.
  - Accident d'Apollo 1.

## Naissances
- 1er janvier : 
  - Marc Bourgne, dessinateur et scénariste.
  - Derrick Thomas, joueur de football américain († 8 février 2000).
  - Maïga Aziza Mint Mohamed, femme politique malienne.
- 5 janvier : Markus Söder, homme politique allemand.
- 8 janvier : Małgorzata Foremniak, actrice polonaise.
- 9 janvier : Steve Harwell, chanteur américain et membre de Smash Mouth († 4 septembre 2023).
- 11 janvier : Aygun Samedzadecompositrice azerbaïdjanaise.
- 13 janvier : 
  - Viktor Bout, trafiquant d'armes russe.
  - Moses Hamungole, évêque catholique zambien († 13 janvier 2021).
- 20 janvier : Kellyanne Conway, femme politique et conseillère en communication américaine.
- 22 janvier : Valérie Oka, artiste ivoirien († 8 avril 2023).
- 23 janvier : 
  - Magdalena Andersson, femme politique suédoise.
  - Mohammed Daud Miraki, homme politique afghan.
- 25 janvier : jean-michel balthazar, comédien belge.
- 26 janvier : 
  - Jean-Paul Rouve, acteur français.
  - Nathi Mthethwa, homme politique sud-africain.
- 27 janvier : Susan Aglukark, chanteuse.
- 29 janvier : Sean Burke, joueur professionnel de hockey.
- 30 janvier : Paul Maurice, entraîneur professionnel de hockey sur glace.

## Décès
- 4 janvier : Mohamed Khider, membre fondateur du FLN (° 1912).
- 10 janvier : Charlotte Berend-Corinth, peintre allemande (°25 mai 1880)
- 27 janvier :
  - Alphonse Juin, maréchal de France (° 1888).
  - Roger B. Chaffee (°1930), Virgil Grissom (°1926) et Edward White (°1930), astronautes américains.
  - Luigi Tenco, chanteur et musicien italien (21 mars 1938)